# Tolppakari (ö, lat 61,66, long 21,47)
Tolppakari är en ö i Finland.   Den ligger i kommunen Björneborg i den ekonomiska regionen  Björneborgs ekonomiska region  och landskapet Satakunta, i den sydvästra delen av landet, 250 km nordväst om huvudstaden Helsingfors.
Terrängen på Tolppakari är varierad.